# Aurelio Menegazzi
Aurelio „Aleardo“ Menegazzi (* 15. November 1900 in Buttapietra; † 23. November 1979 in Mailand) war ein italienischer Radrennfahrer und Olympiasieger im Radsport.

## Sportliche Laufbahn
Menegazzi war im Bahnradsport und im Straßenradsport aktiv. Menegazzi (der unter seinem Spitznamen „Aleardo“ bekannt wurde) war Teilnehmer der Olympischen Sommerspiele 1924 in Paris und gewann mit dem italienischen Vierer die Goldmedaille in der Mannschaftsverfolgung gemeinsam mit Alfredo Dinale, Angelo De Martini und Francesco Zucchetti. Von 1928 bis 1932 war er als Berufsfahrer aktiv. Sechs Starts im Giro d’Italia konnte er verbuchen, schaffte es jedoch nie, das Rennen zu beenden. 1930 bestritt er auch die Tour de France, schied aber auch hier vorzeitig aus. Sein bedeutendster Sieg als Profi war ein Tageserfolg im Giro del Piemonte 1932.